# Myrmicocrypta weyrauchi
Myrmicocrypta weyrauchi is een mierensoort uit de onderfamilie van de Myrmicinae. De wetenschappelijke naam van de soort is voor het eerst geldig gepubliceerd in 1948 door Borgmeier.